# Nicrophorus heurni
Nicrophorus heurni là một loài bọ cánh cứng sống ở Australia và New Guinea.